# Adozione dell'euro in Bulgaria
     Zona euro
     UE appartenenti agli AEC II
     UE appartenenti agli AEC II con deroga
     UE non appartenenti agli AEC II
     Non UE che usano bilateralmente l'euro
     Non UE che usano unilateralmente l'euro
L'adozione dell'euro in Bulgaria è il percorso che la Bulgaria ha intrapreso per adottare l'euro, la cui introduzione è prevista dal Governo e confermata dalla Commissione europea, per il 1º gennaio 2026.
Lo Stato è membro dell'Unione europea dal 1º gennaio 2007. La sua valuta nazionale, il lev bulgaro, era ancorata al marco tedesco con rapporto di cambio fisso. Con l'ingresso della Germania nella zona euro, la Bulgaria ha continuato tale politica nei confronti dell'euro.

## Storia
La Bulgaria doveva aderire all'ERM II nel novembre 2009, ma questa data obiettivo fu spostata. Il 22 dicembre 2009 Simeon Djankov, ministro delle finanze della Bulgaria, disse che il Paese si sarebbe mosso per aderire agli accordi nel marzo 2010, ma a causa dell'alto deficit la Bulgaria decise di rinviare di nuovo. Un'analisi del 2008 riportò che la Bulgaria non sarebbe stata in grado di entrare nell'Eurozona prima del 2015, a causa dell'elevata inflazione e della crisi economica.
Mentre il currency board (o "comitato valutario"), che agganciava la Bulgaria all'euro, fu visto come un punto a favore per il rispetto a breve dei parametri di Maastricht da parte del paese, la BCE fece pressioni sul governo bulgaro affinché desistesse poiché non sapeva come consentire di aderire all'eurozona a un paese con un currency board. Il primo ministro dichiarò la volontà di mantenere tale comitato valutario fino all'adozione dell'euro, nonostante fattori penalizzanti quali l'alto tasso di inflazione, un tasso di cambio non realistico con la moneta unica.
Sebbene il governo bulgaro avesse successivamente indicato come data prevista il 1º gennaio 2013, un deciso arresto dell'adesione del paese all'Euro fu annunciato dal primo ministro bulgaro Bojko Borisov nell'aprile 2010, a causa della lievitazione del deficit 2009 dall'1,9% al 3,7%. Di conseguenza, la Bulgaria rinunciò ad entrare nello SME II, anticamera dell'ingresso nella moneta unica e nel luglio 2011 il ministro delle Finanze comunicò che non avrebbero aderito finché fosse durata la crisi del debito sovrano dei Paesi dell'Eurozona.
Alla riunione del Consiglio europeo di giugno 2015 il primo ministro Borisov dichiarò: "Se aderissimo adesso, dovremmo pagare i conti dei paesi più ricchi, ma meno disciplinati, come la Grecia".
Nel marzo 2017 il primo ministro ad interim Ognjan Gerdžikov annunciò l'imminente presentazione della domanda formale di adesione agli Accordi europei di cambio (SME II/ERM2).
Nel 2018, forte del mandato di presidenza dell'Unione, il governo decise di accelerare il passo e il ministro delle finanze bulgaro, insieme al governatore della Banca nazionale, inviò una lettera all'Eurogruppo il 29 giugno 2018 per chiedere l'ingresso nel meccanismo ERM II. Dopo un rinvio di un anno a seguito di alcune condizioni specifiche richieste dai governi degli stati membri dell'Eurozona nel luglio 2019, il 30 aprile 2020 fu reso noto che il governo bulgaro aveva ufficialmente inviato la richiesta di aderire al meccanismo di cambio ERM II.
A seguito della richiesta delle autorità bulgare presentata il 29 giugno, il 10 luglio 2020 l'Eurogruppo e la Banca centrale europea inclusero la Bulgaria e il lev bulgaro nella seconda fase degli Accordi europei di cambio, fissando al contempo il tasso centrale di cambio a 1 euro = 1,95583 lev.
I funzionari del governo bulgaro e della banca centrale adottarono un progetto di piano nazionale per l'adozione dell'euro il 30 giugno 2021; nello stesso giorno dichiararono l'intenzione della Bulgaria di adottare l'euro a partire dal 1º gennaio 2024.
Nel maggio 2022 il governo bulgaro adottò una nuova versione del suo piano per l'introduzione dell'euro che ha riaffermato l'impegno del Paese ad adottare la moneta unica il 1º gennaio 2024. A causa del ritardo nell'approvare la necessaria legislazione e del mancato rispetto del parametro dell'inflazione il 17 febbraio 2023 il governo posticipò la data-obiettivo per l'adozione dell'euro di un anno, al 1º gennaio 2025.
Nell'aprile 2023 vennero raccolte le firme per richiedere un referendum per il rinvio dell'adozione dell'euro; il 6 luglio successivo però il Parlamento bulgaro respinse la proposta di tenere un referendum sul tema con 98 voti contrari, 46 astensioni e 68 voti favorevoli.
Il 26 luglio 2023 il governo bulgaro ha riconfermato l'obiettivo di adottare l'euro il 1º gennaio 2025, tuttavia il rapporto della Banca centrale europea di giugno 2024 ha evidenziato che la Bulgaria non soddisfa il criterio del tasso d'inflazione, non potendo quindi entrare nell'Eurozona alla data sperata.
Nel febbraio 2025 il governo bulgaro ha ufficialmente richiesto che la Commissione europea e la Banca centrale europea redigano un nuovo rapporto sulla convergenza per valutare la preparazione del paese, in vista dell'adozione dell'euro auspicata per il 1º gennaio 2026, le quali, in data 4 giugno 2025, hanno presentato un nuovo rapporto, stavolta ritenuto positivo.
L'8 luglio 2025, con l'approvazione finale da parte del Consiglio europeo, viene ufficializzato il passaggio all'euro da parte della Bulgaria a partire dal 1° gennaio 2026.

## Posizioni politiche
Poiché il lev è ancorato all'euro con un tasso di cambio fisso, si può sostenere che la Bulgaria sia già un membro de facto dell'eurozona nella misura in cui non può perseguire una politica monetaria indipendente ed è vincolata dalla politica monetaria e dalle decisioni sui tassi di interesse della Banca Centrale Europea, senza avere voce in capitolo. Adottare l'euro e diventare quindi un membro de jure dell'eurozona migliorerebbe la posizione della Bulgaria dandole voce nella BCE.
Inoltre, il fatto che il lev sia ancorato all'euro con un tasso di cambio fisso significa anche che la Bulgaria non può svalutare la propria valuta per rendere le proprie esportazioni più competitive. Pertanto, la Bulgaria non perderebbe nulla in questo senso adottando l'euro.
Altri vantaggi derivanti dall'adozione dell'euro includono una migliore supervisione delle banche di importanza sistemica della Bulgaria una volta che avrà aderito all'ERM II insieme all'unione bancaria europea, la riduzione del costo del prestito e il pieno accesso ai fondi stanziati dell'eurozona.
D'altro canto, la Bulgaria gode di una posizione economica relativamente stabile, con uno dei livelli di debito pubblico più bassi nell'Unione Europea. Questo dato ha portato a un dibattito significativo all'interno del paese riguardo ai vantaggi e svantaggi dell'adozione dell'euro. Alcuni esponenti politici temono che l'introduzione dell'euro possa compromettere questa stabilità rendendo la Bulgaria più vulnerabile alle crisi economiche che colpiscono la zona euro e che possa comportare un aumento dei prezzi e dei costi di vita, come accaduto in altri paesi europei.

### A favore
Tra i partiti a favore dell'adozione dell'euro figurano Cittadini per lo Sviluppo Europeo della Bulgaria, Democratici per una Bulgaria Forte, Alzati BG! Stiamo Arrivando!, Continuiamo il Cambiamento, Unione delle Forze Democratiche, Partito Socialista Bulgaro, Movimento Verde e Volt Bulgaria.

### Contro
Tra i partiti contrari all'adozione dell'Euro figurano Rinascita, Movimento Nazionale Bulgaro, Fronte Nazionale per la Salvezza della Bulgaria e C'è un Popolo come Questo.
Una delle figure politiche più rilevanti tra gli oppositori è Kostadin Todor Kostadinov, leader del partito nazionalista Rinascita, che si è fortemente opposto all'adozione dell'euro.
Il 22 febbraio 2025 migliaia di sostenitori del partito di estrema destra Rinascita hanno tentato di irrompere nella sede ospitante la missione dell'Unione Europea a Sofia durante una protesta contro il progetto per l'adozione dell'euro nel 2026.

## Consenso pubblico
Dalle rilevazioni dell'Eurobarometro, nelle quali veniva posta la domanda "La Repubblica di Bulgaria dovrebbe abolire il lev e adottare l'euro?" si può tracciare la seguente tabella:
| Data sondaggio | Data pubblicazione sondaggio | Si  | No  | Indeciso / Non so | Eseguito da   |
| -------------- | ---------------------------- | --- | --- | ----------------- | ------------- |
| Marzo 2025     | Giugno 2025                  | 45% | 53% | 2%                | Eurobarometro |
| Maggio 2024    | Giugno 2024                  | 49% | 49% | 2%                | Eurobarometro |
| Aprile 2023    | Giugno 2023                  | 49% | 50% | 1%                | Eurobarometro |
| Aprile 2022    | Giugno 2022                  | 44% | 54% | 2%                | Eurobarometro |
| Maggio 2021    | Luglio 2021                  | 54% | 44% | 2%                | Eurobarometro |
| Giugno 2020    | Luglio 2020                  | 48% | 50% | 2%                | Eurobarometro |
| Aprile 2019    | Giugno 2019                  | 47% | 48% | 5%                | Eurobarometro |
| Aprile 2018    | Maggio 2018                  | 51% | 46% | 3%                | Eurobarometro |
| Aprile 2017    | Maggio 2017                  | 50% | 45% | 5%                | Eurobarometro |
| Aprile 2016    | Maggio 2016                  | 47% | 48% | 5%                | Eurobarometro |
| Aprile 2015    | Maggio 2015                  | 55% | 39% | 6%                | Eurobarometro |
| Aprile 2014    | Giugno 2014                  | 51% | 45% | 4%                | Eurobarometro |
| Aprile 2013    | Giugno 2013                  | 52% | 43% | 5%                | Eurobarometro |
| Aprile 2012    | Luglio 2012                  | 53% | 43% | 4%                | Eurobarometro |
| Novembre 2011  | Luglio 2012                  | 56% | 40% | 4%                | Eurobarometro |
| Maggio 2011    | Agosto 2011                  | 45% | 42% | 13%               | Eurobarometro |
| Settembre 2010 | Dicembre 2010                | 48% | 39% | 13%               | Eurobarometro |
| Maggio 2010    | Luglio 2010                  | 51% | 37% | 12%               | Eurobarometro |
| Settembre 2009 | Novembre 2009                | 49% | 31% | 20%               | Eurobarometro |
| Maggio 2009    | Dicembre 2009                | 44% | 36% | 20%               | Eurobarometro |
| Maggio 2008    | Luglio 2008                  | 51% | 31% | 18%               | Eurobarometro |
| Settembre 2007 | Novembre 2007                | 46% | 33% | 21%               | Eurobarometro |
| Marzo 2007     | Maggio 2007                  | 45% | 33% | 22%               | Eurobarometro |

Sempre alle rilevazioni Eurobarometro, alla domanda "Lei pensa che l'introduzione dell'euro avrà conseguenze positive o negative per lei personalmente?" gli intervistati hanno risposto nel corso degli anni:
| Anno | Mese   | Conseguenze positive | Conseguenze negative | Non sa/non risponde |
| ---- | ------ | -------------------- | -------------------- | ------------------- |
| 2007 | aprile | 49%                  | 34%                  | -                   |
| 2008 | maggio | 48%                  | 35%                  | -                   |
| 2009 | maggio | 46%                  | 36%                  | -                   |
| 2010 | maggio | 51%                  | 38%                  | -                   |
| 2011 | maggio | 43%                  | 47%                  | -                   |
| 2012 | aprile | 37%                  | 52%                  | -                   |
| 2013 | aprile | 39%                  | 47%                  | -                   |
| 2014 | aprile | 39%                  | 49%                  | -                   |
| 2015 | aprile | 42%                  | 46%                  | -                   |
| 2016 | aprile | 38%                  | 52%                  | -                   |
| 2017 | aprile | 40%                  | 46%                  | -                   |
| 2018 | aprile | 45%                  | 47%                  | -                   |
| 2019 | aprile | 38%                  | 53%                  | -                   |
| 2020 | maggio | 42%                  | 49%                  | -                   |

## Criteri di convergenza

### Requisiti economici
L'evoluzione storica dei parametri di Maastricht, il cui rispetto è condizione necessaria all'adozione dell'euro, è riassunta nella tabella seguente:
| Indicatori economici di convergenza Bulgaria               | Indicatori economici di convergenza Bulgaria | Indicatori economici di convergenza Bulgaria | Indicatori economici di convergenza Bulgaria | Indicatori economici di convergenza Bulgaria | Indicatori economici di convergenza Bulgaria | Indicatori economici di convergenza Bulgaria | Indicatori economici di convergenza Bulgaria |
| ---------------------------------------------------------- | -------------------------------------------- | -------------------------------------------- | -------------------------------------------- | -------------------------------------------- | -------------------------------------------- | -------------------------------------------- | -------------------------------------------- |
| Valori di riferimento                                      | Inflazione                                   | Procedura di deficit eccessivo               | Deficit pubblico/PIL                         | Debito pubblico/PIL                          | Membro degli AEC II                          | Tasso di cambio rispetto all'euro            | Tasso d'interesse a lungo termine            |
| Valori di riferimento                                      | max 1,7-3,1%                                 | non aperta                                   | max 3 %                                      | max 60 %                                     | min 2 anni                                   | max. ±15 %                                   | max 5,8-6,2%                                 |
| 2010                                                       | 3,0%                                         | aperta                                       | -3,1% (surplus)                              | 16,3%                                        | No                                           | 0,0 %                                        | 5,4%                                         |
| 2011                                                       | 3,4%                                         | aperta                                       | -2,1% (surplus)                              | 16,3%                                        | No                                           | 0,0 %                                        | 6,0%                                         |
| 2012                                                       | 2,4%                                         | non aperta                                   | -0,8% (surplus)                              | 18,4%                                        | No                                           | 0,0 %                                        | 4,5%                                         |
| 2013                                                       | 0,4%                                         | non aperta                                   | -1,5 % (surplus)                             | 18,9%                                        | No                                           | 0,0%                                         | 3,5%                                         |
| 2014                                                       | -1,6%                                        | non aperta                                   | -5,4% (surplus)                              | 27,0%                                        | No                                           | 0,0%                                         | 3,3%                                         |
| 2015                                                       | -1,1%                                        | non aperta                                   | -2,1% (surplus)                              | 26,7%                                        | No                                           | 0,0%                                         | 2,5%                                         |
| 2016                                                       | -1,3%                                        | non aperta                                   | 0,2%                                         | 29,0%                                        | No                                           | 0,0%                                         | 2,5%                                         |
| 2017                                                       | 1,2%                                         | non aperta                                   | 0,9%                                         | 25,4%                                        | No                                           | 0,0%                                         | 1,6%                                         |
| 2018                                                       | 2,6%                                         | non aperta                                   | 2,0%                                         | 22,3%                                        | No                                           | 0,0%                                         | 1,4%                                         |
| 2020                                                       | 2,6%                                         | non aperta                                   | -2.8% (surplus)                              | 20,4%                                        | No                                           | 0,0%                                         | 0,3%                                         |
| 2022                                                       | 5,9%                                         | non aperta                                   | 4,1 % (esente)                               | 25,1%                                        | 1 anno 10 mesi                               | 0,0%                                         | 0,5%                                         |
| 2024                                                       | 5,1%                                         | non aperta                                   | 1,9%                                         | 23,1%                                        | 3 anni 11 mesi                               | 0,0%                                         | 4,0%                                         |
| Legenda: - Criterio soddisfatto - Criterio non soddisfatto |                                              |                                              |                                              |                                              |                                              |                                              |                                              |

### Compatibilità legislativa
Secondo i rapporti ECB di giugno 2016, di maggio 2018, di maggio 2020 e di maggio 2022, la legislazione bulgara non soddisfaceva tutti i requisiti concernenti l'indipendenza della banca centrale, il divieto di finanziamento monetario e l'integrazione nell'Eurosistema sul piano giuridico. Viceversa, secondo il rapporto di giugno 2024, le recenti riforme legislative, una volta applicate, assicureranno la compatibilità legislativa, il divieto di finanziamento monetario, l'integrazione nell'Eurosistema sul piano giuridico e l'indipendenza della Banca centrale, sebbene le modifiche all'articolo 99 della Costituzione bulgara approvate a gennaio 2024 hanno introdotto la possibilità, in caso di mancato accordo con la maggioranza, di nominare ad interim anche il Governatore della Banca centrale o altri membri degli Enti finanziari di controllo, quindi potrebbe potenzialmente compromettere l'indipendenza politica di quest'ultimi, se la durata dell'interim non fosse per un periodo limitato.

## Faccia nazionale
Il disegno per le monete euro bulgare è stato stabilito tramite una votazione nazionale che si è conclusa il 29 giugno 2008. Il 25,44% degli elettori ha preferito il Cavaliere di Madara.
Il 24 luglio 2023 il governatore della Banca nazionale bulgara Dimitar Radev ha annunciato in un'intervista che il Consiglio direttivo della Banca ha deciso che il disegno della faccia nazionale delle monete euro bulgare sarà uguale a quello degli attuali lev. In particolare, queste sono le caratteristiche indicate:
- sulle monete da 1, 2, 5, 10, 20 e 50 eurocent sarà raffigurato il Cavaliere di Madara insieme alla scritta in alfabeto cirillico стотинка (1 eurocent) e стотинки ("stotinka" e "stotinki", termini bulgaro rispettivamente per "centesimo" e "centesimi");
- sulla moneta da 1 euro ci sarà un'effigie di san Giovanni di Rila insieme alla scritta евро ("euro" in cirillico);
- sulla moneta da 2 euro presenterà un ritratto di san Paisij di Hilendar insieme alla scritta евро ("euro" in cirillico);
- su tutte le monete comparirà la scritta България ("Bulgaria" in cirillico);
- sul bordo della moneta da 2 euro sarà incisa la scritta "БОЖЕ, ПАЗИ БЪЛГАРИЯ" ("Dio, proteggi la Bulgaria"), secondo la tradizione delle monete bulgare che risale al XIII secolo.

Il 16 novembre 2023 la Banca nazionale bulgara ha pubblicato i disegni delle facce nazionali che sono stati inviati alla Commissione europea in attesa di approvazione.
Il 12 febbraio 2024 la Banca nazionale bulgara ha presentato i disegni definitivi delle monete euro bulgare, approvati il 1º febbraio 2024.
| € 0,01                                | € 0,02 | € 0,05 |
| ------------------------------------- | --- | --- |
|                                       | | |
| Cavaliere di Madara                   | | |
| € 0,10                                | € 0,20 | € 0,50 |
|                                       | | |
| Cavaliere di Madara                   | | |
| € 1,00                                | € 2,00 | Bordo 2 euro |
|                                       | | |
| Giovanni di Rila, patrono di Bulgaria | Paisij di Hilendar, presbitero, storico e scrittore bulgaro, figura chiave del Risveglio nazionale in Bulgaria | "БОЖЕ, ПАЗИ БЪЛГАРИЯ" ("Dio, proteggi la Bulgaria" in bulgaro), scritta risalente al XIII secolo secondo la tradizione delle monete bulgare. |